# Parlamento di Curaçao
Il Parlamento di Curaçao (in papiamento: Parlamento di Kòrsou, in neerlandese: Staten van Curaçao) è l'organo legislativo della nazione costitutiva del Regno dei Paesi Bassi Curaçao. Esso è formato da 21 membri eletti a suffragio universale per un mandato di 4 anni. Il primo parlamento si è insediato il 10 ottobre 2010, data dello scioglimento delle Antille Olandesi.